# Яковлев, Александр Викторович (музыкант)
Александр Викторович Яковлев (19 февраля 1981, Ростов-на-Дону) — российский пианист, педагог.

## Биография
Родился 19 февраля 1981 года в Ростове-на-Дону в семье врачей.
В десять лет солировал с Ростовским симфоническим оркестром, в восемнадцать получил свою первую именную стипендию от Мстислава Ростроповича.
Александр - выпускник Ростовской государственной консерватории им. С.В. Рахманинова и аспирантуры по классу фортепиано у профессора Сергея Осипенко. Также, занимался композицией в классе профессора Леонида Клиничева. По окончании консерватории учился в зальцбургском «Mozarteum» у профессора Алексея Любимова и в Берлинском университете искусств у профессора Паскаля Девуайона. 
Лауреат более шестидесяти международных конкурсов и престижных музыкальных наград. В 2013 году удостоен золотой медали президента Итальянской республики за заслуги в области культуры и искусства.
Александр Яковлев является приглашённым профессором учебных заведений в Цинциннати (США), Такамацу (Япония), Бенаске (Испания), артистическим директором летней академии и фестиваля «Beyond the piano» в Бенаске. Является основателем и директором летней академии и фестиваля «Grand Piano in Palace» в Санкт-Петербурге.
Выпустил альбом с произведениями Сергея Прокофьева на лейбле Sonore Records в Милане.
Принимал участие в фестивалях «Великие мастера Сарагосы» в Испании, Mayfest в Шотландии, «Лики современного пианизма» в Санкт-Петербурге, фестиваль Бетховена в Бонне, удостоен приза лучшего исполнителя фестиваля «Музыкальный Олимп» в Санкт-Петербурге.
Александр Яковлев стал лауреатом премии «ТОП 30. Самые знаменитые люди Ростова-на-Дону» в номинации «Музыка» в ноябре 2017 года.
Александр Яковлев выступал в таких залах, как Карнеги-холл в Нью-Йорке, Виктория-холл в Женеве, Laeiszhalle в Гамбурге, Alte Oper во Франкфурте-на-Майне, в Берлинской филармонии, в Берлинской Комической опере, Большом зале Миланской консерватории имени Джузеппе Верди, Дворце искусств королевы Софии в Валенсии, Национальном дворце в Барселоне, Концертном зале Мариинского театра, Большом зале Московской филармонии, Anabuki hall в Такамацу, Toppan hall в Токио и на других престижных сценах. Музыкант выступал со множеством известных оркестров, среди которых Берлинский и Токийский филармонические оркестры, оркестр романской Швейцарии, Миланский оркестр I Pomeriggi Musicali, Симфонический оркестр Цинциннати, Симфонический оркестр Мариинского театра, Симфонический оркестр Московской филармонии, Римский камерный оркестр. Сотрудничал с известными дирижерами – Конрадом Ван Альфеном, Марком Гибсоном, Мишей Дамевым, Равилем Мартыновым, Кентом Нагано, Александром Поляничко, Валерием Хлебниковым, Жаном Бернаром Помье, Шинсаку Цуцуми и другими.
Пианист ежегодно совершает традиционные концертные туры в Японии, Германии, Швейцарии, выступает в крупнейших залах Китая. В дискографии Александра Яковлева – альбом с произведениями Сергея Прокофьева, который вышел на лейбле Sonore Records в Милане. Александр является приглашенным профессором в Цинциннати (Америка), Такамацу (Япония), Бенаске (Испания), а также является артистическим директором летней академии и фестиваля «Beyond the piano» в городе Бенаске (Испания), основателем и идейным вдохновителем Международного музыкального фестиваля «Grand Piano in Palace» в Санкт-Петербурге. В декабря 2019 года приглашен в качестве члена жюри на XX юбилейный, Международный телевизионный конкурс юных музыкантов «Щелкунчик». Сезон 2017-2018 годов он открыл на главных площадках Китая, таких как Шанхайский большой театр, Xinghai Concert Hall и Tianjin Grand Theatre. Основные моменты концертного сезона 2022-2023 годов включают выступления на крупнейших сценах в таких странах, как Аргентина, Бразилия, Мексика, Македония, Италия, Испания, Германия, Швейцария, Армения и др.
С 2022 года Александр Яковлев живёт в Черногории. Пианист много сотрудничает с местными музыкантами и художниками, выступает в различных концертных залах страны.

## Награды и конкурсы
- 2004 — 1-я премия на Международном конкурсе пианистов имени Артура-Шнабеля. Берлин, Германия.
- 2006 — 1-я премия на Международном конкурсе пианистов «Шопен-Рома». Рим, Италия.
- 2008 — 1-я премия на Международном конкурсе пианистов «Мендельсон-Кубок». Тауризано, Италия.
- 2010 — 1-я премия и публичная премия на Международном конкурсе пианистов Takamatsu. Такамацу, Япония.
- 2011 — 2-я премия на Международном конкурсе пианистов «Этторе Поццоли». Сереньо, Италия.
- 2012 — 1-я премия на конкурсе «Cincinnati World Piano Competition». Цинциннати, США.
- 2013 — 1-я премия на Международном конкурсе пианистов «Этторе Поццоли». Сереньо, Италия.